# Vrély
Vrély – miejscowość i gmina we Francji, w regionie Hauts-de-France, w departamencie Somma.
Według danych na rok 1990 gminę zamieszkiwało 406 osób, a gęstość zaludnienia wynosiła 72 osoby/km² (wśród 2293 gmin Pikardii Vrély plasuje się na 604. miejscu pod względem liczby ludności, natomiast pod względem powierzchni na miejscu 815.).